# Lusura discalis
Lusura discalis är en fjärilsart som beskrevs av Walker 1855. Lusura discalis ingår i släktet Lusura och familjen tandspinnare. Inga underarter finns listade i Catalogue of Life.